# 阿卡监狱

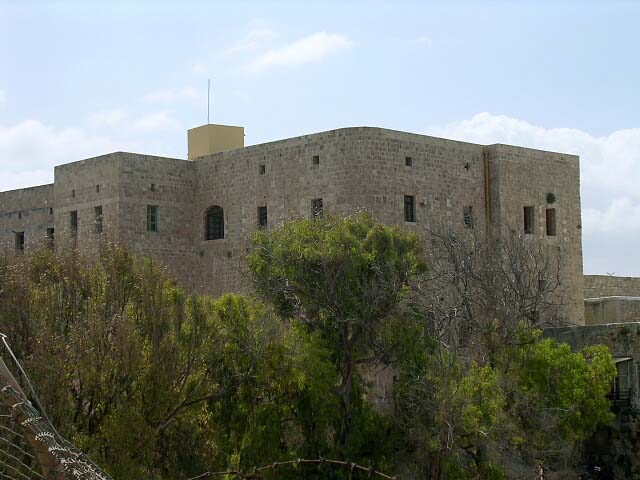
阿卡监狱

阿卡监狱（Acre Prison）是以色列阿卡老城的一座原监狱，目前为博物馆。
这座堡垒建于奥斯曼帝国时期，在12世纪十字军堡垒的废墟上，曾经用作政府大楼、监狱、军营和武器库。
在英国托管巴勒斯坦时期，它作为监狱使用，许多阿拉伯人因参与1936–1939年巴勒斯坦阿拉伯起义被囚禁于此，大约140名囚犯在巴勒斯坦总罢工期间被处决。
1930年6月17日，富德·希贾齐，‘Ata Al-Zeer,和 Mohammad Khaleel Jamjoum因参与1929年的事件被英国托管巴勒斯坦当局绞死。
1947年4月19日，多佛·格鲁纳和三个男人（耶奇尔·德雷斯纳、莫迪猜·阿尔卡和埃利泽·克什尼）被英国第6空降师抓捕，在阿卡监狱绞死，成为战后第一批“伊尔贡烈士”。.多佛·格鲁纳在广播中称英国军队和政府是“犯罪组织”。两个星期后，5月4日，伊尔贡组织袭击了监狱，组织28名伊尔贡囚犯越狱行动。参与行动的三名伊尔贡战士（阿维沙洛姆·哈维沃、米尔·纳卡尔和亚科弗·韦斯）在行动中被捕，并在此处死。
监狱共容纳700个阿拉伯囚犯和90个犹太囚犯。 犹太囚犯包括哈加纳、莱希和伊尔贡的成员。其中一个囚犯是伊尔贡的作战参谋艾塔恩·利夫尼（齐皮·利夫尼的父亲）。
巴哈伊教的创始先知巴哈欧拉曾关押在这里的一个囚室。现在这个囚室已成为该教信徒的朝圣地点。